# 久世重之
久世 重之（くぜ しげゆき）は、江戸時代前期から中期にかけての大名・老中。官位は従四位下・讃岐守、のち大和守。下総国関宿藩主、備中国庭瀬藩主、丹波国亀山藩主、三河国吉田藩主。関宿藩久世家2代。

## 生涯
関宿藩初代藩主・久世広之の3男として誕生。
延宝7年（1679年）に関宿藩主となって以来、重之一代の間に下総関宿藩（千葉県野田市関宿三軒家）から備中国庭瀬藩（岡山県岡山市北区庭瀬）ついで丹波国亀山藩（京都府亀岡市）さらに三河国吉田藩（愛知県豊橋市）へと転封を続け、宝永2年（1705年）に再び関宿に復帰する。元禄9年（1696年）11月に但馬国出石藩の小出氏が無嗣断絶となった際に出石領内で暴動が起こったが、隣国亀山藩を領していた重之がこれを鎮圧している。
幕府では45歳のときに三河吉田藩主時に寺社奉行に起用されたのを皮切りに、若年寄、ついで、下総関宿藩主になった翌年からの正徳3年（1713年） - 享保5年（1720年）、老中を務める。この時期1万石を加増され、都合6万石となる。また、新井白石の学問の崇拝者として知られ、幕閣に味方の少ない正徳の治を側面から支持し、正徳金銀鋳造の責任者を担当している。
重之の死後、家督は四男の暉之が継いだ。

## 逸話
『土芥寇讎記』に拠れば、若いころは男色に耽り、色白で化粧をした男性を好んでいたが、長じてその趣味を止めた、とされている。また同書では「（儒学に対して）無学無能」とされている。

## 経歴
- 1659年（万治2年） 生誕
- 1679年（延宝7年） 下総関宿藩主就任
- 1683年（天和3年） 備中庭瀬藩に転封
- 1686年（貞享3年） 丹波亀山藩に転封
- 1697年（元禄10年） 三河吉田藩に転封
- 1704年（宝永元年） 寺社奉行
- 1705年（宝永2年） 若年寄。下総関宿藩に再封
- 1713年（正徳3年） 老中
- 1720年（享保5年） 在職中死去。享年61。墓所は本妙寺（東京都豊島区）。

## 系譜
父母
- 久世広之（父）

正室
- 土井利房の次女

子女
- 久世暉之（四男）
- 久世広籌（五男）
- 久世広般（九男）久世広貞の養子
- 松平康員正室
- 石川総慶正室